# نوع (منطق)
النوع اسم دال على أشياء كثيرة مختلفة بالأشخاص.

## تقسيم

### نوع إضافي
النوع الإضافي ماهية يقال عليها وعلى غيرها الجنس، قولا أوليا، أي بلا واسطة؛ كالإنسان بالقياس إلى الحيوان، فإنه ماهية يقال عليها وعلى غيرها كالفرس؛ والجنس هو الحيوان، حتى إذا قيل «ما الإنسان، والفرس» فالجواب «إنه حيوان» — وهذا المعنى يسمى نوعا إضافيا، لأن نوعيته بالإضافة إلى ما فوقه، وهو الحيوان، والجسم النامي، والجسم، والجوهر. واحترز بقوله «أوليا» عن الصنف فإنه كلي يقال عليه وعلى غيره الجنس، في جواب «ما هو» حتى إذا سئل عن زيد وفرس معين بما هما كان الجواب الحيوان، لكن قول الجنس على الصنف ليس بأولى بل بواسطة حمل النوع عليه، فباعتبار الأولية في القول يخرج الصنف عن الحد، لأنه لا يسمى نوعا إضافيا.

#### مراتب الأنواع الإضافية
مراتب الأنواع الإضافية أربع كمراتب الأجناس.
أما الأول فلأن النوع الإضافي إما أعم الأنواع بأن لا يكون فوقه نوع فهو النوع العالي كالجسم وإما أخص الأنواع بأن لا يكون تحته نوع فهو النوع السافل كالإنسان وإما أعم من بعضها وأخص من البعض الآخر فهو النوع المتوسط كالجسم النامي والحيوان، وأما مبائن لما ذكر بأن لا يكون فوقه ولا تحته نوع فهو النوع المفرد كالعقل. 
وأما الثاني فلأن الجنس إما أعم الأجناس بأن لا يكون فوقه جنس فهو الجنس العالي كالجوهر، أو أخص الأجناس بأن لا يكون تحته جنس فهو الجنس السافل كالحيوان، أو يكون أعم من بعضها وأخص من البعض الآخر فهو الجنس المتوسط كالجسم والجسم النامي، أو مبائن لما ذكر بأن لا يكون فوقه ولا تحته جنس فهو الجنس المفرد كالعقل. 
فإن قلت أحد التمثيلين باطل لأن عقل عاقل لا يجوز كون العقل جنسا مفردا ونوعا مفردا معا للتقابل بينهما لأن كون العقل مثالا للنوع المفرد موقوف على أمرين: أحدهما كون الجوهر جنسا له، وثانيهما كون العقول العشرة التي تحته متفقين بالحقيقة وكون العقل مثالا للجنس المفرد مشروط بعدم ذينك الأمرين أي عدم كون الجوهر جنسا له وعدم كونه مقولا على كثيرين متفقين بالحقيقة بل على كثيرين مختلفين بالحقيقة أي العقول العشرة التي تحته. فتكون هذه العشرة حينئذ أنواعا له منحصرا كل واحد منها في فرد واحد فيستحيل أن يكون العقل نوعا مفردا وجنسا مفردا معا، وقيل المقصود من هذا التمثيل التفهيم لا بيان ما في نفس الأمر ويكفيه الفرض سيما في ما لا يوجد له مثال في الوجود فكون أحد التمثيلين صحيحا مطابقا للواقع دون الآخر لا يضر في المقصود. فإن قيل إن الترتيب يقتضي التعدد فكيف يكون النوع المفرد أو الجنس المفرد من المراتب، قيل إن بعض المنطقيين لم يعدوا المفرد نوعا أو جنسا من المراتب لعدم كونه في سلسلة الترتب وجعلوا المراتب منحصرة في الثلاثة العالي والسافل والمتوسط. وأكثرهم تسامحوا فعدوه من المراتب لأن ملاحظة الترتيب ثابت في كل من المفرد وغيره إلا أنه في المفرد ملحوظ من حيث العدم، وفي غيره من حيث الوجود على قياس ما قالوا إن الإدغام إما واجب كمد أو جائز مثل لم يمد أو ممتنع نحو مددن. وإنما قيدنا النوع بالإضافي لأن النوع الحقيقي لا يتصور فيه الترتب وإلا لكان نوع حقيقي فوق نوع حقيقي آخر. فيلزم إما كون النوع الفوقاني جنسا أو كون النوع التحتاني صنفا وكلاهما خلاف المفروض كما بين في كتب المنطق.
واعلم أن بين النوع السافل وبين الجنس أي جنس كان مباينة كلية كذلك بين الجنس العالي وبين النوع أي نوع كان مباينة كلية كما لا يخفى. وقيل بين كل واحد من النوع العالي والمتوسط وبين كل واحد من الجنس المتوسط والسافل عموم من وجه.
أما بين الجنس المتوسط والنوع العالي فلتحققهما معا في الجسم وتحقق الجنس المتوسط بدون النوع العالي في الجسم النامي وتحقق النوع العالي بدون الجنس المتوسط في اللون فإنه نوع عال بالقياس إلى الكيف وجنس سافل لأنواعه أي الحمرة والخضرة والصفرة مثلا. وأما بين الجنس المتوسط والنوع المتوسط فلتحققهما معا في الجسم النامي وتحقق الجنس المتوسط بدون النوع المتوسط في الجسم وتحقق النوع المتوسط في الحيوان. وأما بين الجنس السافل والنوع العالي فلتحققهما معا في اللون فإن فوقه جنسا وهو الكيف وليس تحته جنس بل أنواع كما مر وليس فوق اللون نوع لأن فوقه كيفا وهو جنس عال له لا نوع للعرض كما يتوهم لأن العرض الذي فوق الكيف بالنسبة إليه عرض له لا ذاتي كما بين في موضعه. وتتحقق الجنس السافل بدون النوع العالي في الحيوان. وتحقق النوع العالي بدون الجنس السافل في الجسم.وأما بين الجنس السافل والنوع المتوسط فلتحققهما معا في الحيوان وتحقق الجنس السافل بدون النوع المتوسط في اللون. وتحقق النوع المتوسط بدون الجنس السافل في الجسم النامي.

### نوع حقيقي
النوع الحقيقي كل مقول على واحد أو على كثيرين متفقين بالحقائق في جواب «ما هو» فالكلي جنس، والمقول على واحد إشارة إلى النوع المنحصر في الشخص. وقوله «على كثيرين» ليدخل النوع المتعدد الأشخاص. وقوله «متفقين بالحقائق» ليخرج الجنس فإنه مقول على كثيرين مختلفين بالحقائق. وقوله «في جواب ما هو» يخرج الثلاث الباقية أي الفصل والخاصة والعرض العام؛ لأنها لا تقال في جواب «ما هو»، وسمي به لأن نوعيته إنما هي بالنظر إلى حقيقة واحدة في أفراده.